# Mircea Motrici
Mircea Motrici (n. 24 martie 1953, Udești, județul Suceava – d. 16 mai 2007, Suceava) a fost un reporter radio, jurnalist și scriitor român.

## Date biografice
Mircea Motrici a fost unicul fiu al lui Viorica și Vasile Motrici din localitatea Udești, județul Suceava. Părinții săi au avut grijă de dezvoltarea armonioasă a tânărului Mircea.
Între 1960 și 1968 parcurge cursurile școlii generale din Udești, după care se înscrie la Liceul "Petru Rareș" din Suceava. După absolvirea liceului urmează Școala de Aviație și Facultatea de Ziaristică Iași.
Din 1991 devine corespondent local pentru județul Suceava al Radiodifuziunii Române. A fost membru al Uniunii Scriitorilor din România.

## Carieră

### Activitatea de reporter radio
Debutează ca reporter radio la Radio Iași în 1980. Începând cu anul 1991 devine corespondent pentru județul Suceava al Societății Române de Radiodifuziune.
Își slujește cu pasiune și credință profesia până în ultimele zile ale vieții.
Realizează emisiuni și transmisiuni speciale despre comunitățile românești din Regiunea Cernăuți (Ucraina), Muntele Athos și Atena (Grecia), Moscova (Federația Rusă) și din Republica Moldova.

### Activitatea literară
A scris 9 volume de proză, reportaj și poezie și s-a îngrijit de apariția în primă ediție a 8 volume din opera arhimandritului Dionisie Udișteanu.
- 1986, Fereastră spre inima pământului, Iași, Editura Junimea
- 1988, Fereastră spre inima Bucovinei, București, Editura Eminescu
- 1995, Visul sărută Japonia, București, Editura ARC
- 1997, Crăiasa minei, București, Editura ARC
- 1997, Craterul inimii, Deva, Editura Călăuza
- 1998, 7 zile în Athos, Suceava, Editura Mușatinii
- 2001, Bucovina, icoană spre cer, Suceava, Editura Mușatinii
- 2003, Parabola stâncii, Suceava, Editura Mușatinii
- 2008, Libertatea visului, Suceava, Editura Mușatinii

Volumul de poezii "Libertatea visului" a apărut postmortem, la 24 martie, 2008 la împlinirea a 55 de ani de la nașterea poetului. Publicarea acestei cărți a fost posibilă prin grija soției, Rozalia Motrici și a scriitorului Ion Drăgușanul, prieten apropiat al autorului.
Colecția „Restituiri Arhimandrit Dionisie Udișteanu”, îngrijită și publicată împreună cu soția sa Rozalia Motrici, este expresia "dorinței de a publica aproape întreaga operă a acestui teolog și istoric despre care se știe puțin dar poate, în anii ce vin va urca la locul pe care-l merită în istoria bisericii noastre, odată cu publicarea miilor de pagini de manuscris".
Până în prezent au apărut 8 volume la Editura Mușatinii din Suceava:
- 2004, „O viață ca oricare alta”
- 2005, „Ogor înțelenit”
- 2005, „Seminarul Monahal Neamțu”
- 2005, „Graiul evlaviei străbune”
- 2005, „Udeștii de pe Suceava”
- 2006, „Ieroschimonah Ghervasie Hulubaru”
- 2006, „Popas la 300 de ani de la moartea Mitropolitului Varlaam”
- 2007, „Misail, Mitropolitul Moldovei și Sucevei’’

Colecția urmează să cuprindă și alte titluri, rod al cercetărilor istorice și preocupărilor monahale ale părintelui Dionisie Udișteanu.

## Aprecieri critice
„În cărțile sale se dovedește un rafinat observator al naturii și mediului social.”—Emil Satco, critic literar
Alex Ștefănescu îl numește „poet al reportajului”. Același critic consideră cartea Fereastră spre inima Bucovinei o „Descriptio Bucovinae”.

## Premii, recunoașteri publice
- 1996 Premiul special al Fundației Culturale a Bucovinei pentru publicistică
- 1997 Premiul "George Sidorovici" al Grupului editorial Mușatinii-Bucovina viitoare pentru volumul "7 zile în Athos"
- 1999 Premiul Fundației Culturale a Bucovinei pentru activitatea culturală
- 1999 Premiul Fundației Culturale a Bucovinei pentru volumul "7 zile în Athos"
- 2001 Premiul Fundației Culturale a Bucovinei și a Societății Scriitorilor Bucovineni pentru volumul "Bucovina icoană spre cer"
- 2004 Premiul Fundației Culturale a Bucovinei pentru volumul de poezie "Parabola stâncii"
- 2006 Laureat al Premiilor de Excelență ale Patrimoniului Românesc pentru reeditarea operei arhimandritului Dionisie Udișteanu
- 2007 Premiul I, "Crucea de Aur a Sfântului Ștefan cel Mare", in memoriam, Societatea culturală "Ștefan cel Mare"- Bucovina, Suceava
- 2007 Premiul Omnia al Fundației Culturale a Bucovinei, post mortem, pentru "contribuția sa excepțională la promovarea valorilor spirituale ale bucovinenilor, în calitatea sa de corespondent pentru Bucovina al postului național de radio, descoperind și punând în lumină trăsături de caracter care dau strălucire locuitorilor acestui spațiu prin creativitate, talent și dăruire până la uitare de sine"
- 2023 Cetățean de Onoare al orașului Suceava.